# Diòcesi de Lleó
La diòcesi de León té la seu episcopal a la ciutat de Lleó, depenent des de 1955 de l'arxidiòcesi d'Oviedo.

## Història
La primera notícia de la seu episcopal lleonesa es troba en l'epístola 68 de sant Cebrià, dirigida a les comunitats de Lleó-Astorga i Mèrida, l'any 254 sobre la qüestió dels seus bisbes libel·làtics, Basílides i Marçal. Hi apareix, com a bisbe deposat de Lleó-Astorga, Basílides, a qui substitueix Sabí. En el concili d'Elvira (data incerta entre 300 i el 324) signa les seves actes Decenci, bisbe de Lleó.
Des del concili d'Elvira fins a l'any 792, en què apareix Suintila com a bisbe de Lleó, no es té cap notícia de la seu legionenca, silenci que han interpretat uns per demostrar la seva incorporació a la diòcesi d'Astorga, mentre que altres veuen confirmat així el privilegi de l'exempció que va gaudir sempre la diòcesi de Lleó.
De la diòcesi es parla en la falsa Hitació de Wamba. L'any 988 amb la destrucció, per Almansor, de la ciutat de Lleó, els bisbes es veuen obligats a la restauració material i espiritual de la diòcesi.
Bisbes destacats van ser sant Froilà, Cixila, Frunimi, Pelagi, sant Alvit i Manric de Lara.
Durant l'alta edat mitjana, els bisbes de Lleó, com a residència de reis, van ser els grans consellers de la Cort ihi van viure íntimament lligats, cooperant, juntament amb els monjos, a la recristianització de les terres conquistades.
Pel que fa al privilegi d'exempció, en 1099 Urbà II, per butlla, assigna al metropolità de Toledo com sufragànies les diòcesi de Lleó, Oviedo i Palència. El bisbe Pere I, en unió del seu cabildo, exposen al Papa els fonaments del seu privilegi, i Pasqual II, en butlla de 1105 confirma a perpetuïtat aquesta exempció. En 1593 el prelat de Burgos intenta novament, sense aconseguir-ho, incorporar a la seva metròpoli les exemptes de Lleó i Oviedo. El privilegi d'exempció de metropolità el va gaudir la diòcesi fins al concordat de 1851, en el qual s'estableix en el seu article 8 la supressió de les exempcións de Lleó i Oviedo.
La reforma tridentina s'aplica en la diòcesi per obra dels seus bisbes, especialment per Francisco Trujillo, que hi va assistir com a teòleg. En ser nomenat bisbe de la diòcesi, celebra diversos sínodes.
Des de 1851 fins a 1955 va ser sufragània de Burgos, passant en aquesta data a ser-ho d'Oviedo. Els bisbes de Lleó han gaudit des de l'edat mitjana del títol de Cmte de Colle i Senyor de Las Arrimadas i Vegamián, on la mitra tenia, fins a la desamortització, grans possessions i el patronat de totes les esglésies d'aquestes rectories. El bisbe Luis Almarcha Hernández (prelat des de 1944 fins a 1970) va renunciar a aquests títols.

## Patrons de la diòcesi
La diòcesi té per patrons a Sant Froilà i a la Verge del Camí.

## Episcopologi
- Basílides † (abans del 254)
- Savino † (vers 254)
- Decencio † (citat el 306)
- Suintila † (citat el 792)
- Quintila † (abans del 811 - després del 820)
- Cixila I † (abans del 853 - després del 855)
- Frunimio I † (abans del 860 - després del 875 ?)
- San Pelayo I † (875 - d'agost de 878 mort)
- Mauro † (878 - 899 renuncià)
- Vicente † (maig 899 - després d'abril de 900)
- Sant Froilà I † (maig de 900 - 5 d'octubre de 905 mort)
- Sisenando I † (905 - 914 ?)
- Cixila II † (914 - 928 ?)
- Frunimio II † (927 renuncià)
- Oveco † (abans del 27 de novembre de 927 - juliol/octubre de 950 mort)
- Gonzalo † (finals de 950 - setembre de 966)
- Velasco † (setembre/octubre de 966 – després del 4 de febrer de 974)
- Sisnando II † (abans del 29 de juliol de 974 – després del 23 d'octubre de 980)
- Velasco † (citat el gener de 981) (per segona vegada)
- Sisnando III † (citat al de gener de 982)
- Sevariego o Sabarico † (citat al març de 982)
- Fortis † (citat al de desembre de 984)
- Sevariego o Sabarico † (abans de març de 985 – després del 26 de novembre de 991) (per segona vegada)
- Froilán II † (abans del 31 de gener de 992 - després d'agost de 1006)[1]
- Nuño † (1007 - 1026 renuncià)
- Servando † (1026 - 1039 renuncià)
- San Cipriano † (de gener de 1040 - abans del 18 d'abril de 1057 renuncià)
- Sant'Alvito † (maig de 1057 - 5 de setembre de 1063 mort)
- Jimeno † (23 de desembre de 1063 - abans de maig de 1065 mort)
- Pelayo II † (1065 - després el 22 de febrer de 1085)
- Arias Vimaraz † (citat el 20 de novembre de 1085)
- Sebastián † (1086 - vers 27 d'octubre de 1086 mort)
- Pedro † (1087 - 1112 mort)
- Diego † (1112 - 1130 deposat)
  - Mauricio de Braga † (1112 - ?) (il·legítim)
- Arias II † (abans del 15 de maig de 1130 - 1135 mort)
- Pedro Anayaz † (1135 - després el 21 de juny de 1139)
- Juan Albertino † (24 de juliol de 1139 - 1181 renuncià)
- Manrique de Lara † (30 de març de 1181 - 14 de febrer de 1205 mort)
- Pedro Muñoz † (maig 1205 - 1207 nomenat arquebisbe de Santiago de Compostel·la)
  - Pelayo III † (1207 - 1208) (bisbe electe)
- Rodrigo Álvarez † (de juliol de 1209 - 8 de març de 1232 mort)
- Martín Alonso † (maig 1232 - 1234 mort)
- Arnaldo † (6 de maig de 1234 - 8 d'octubre de 1235 mort)
  - Juan Dominguez † (4 de desembre de 1237 - 1238 revocat)
- Martín Arias † (24 de novembre de 1238 - 16 de gener de 1242 mort)
- Nuño Álvarez † (1242 - 17 d'abril de 1252 mort)
- Martín Fernández † (6 d'agost de 1254 - 24 de març de 1289 mort)
- Fernando † (22 de desembre de 1289 - 13 de maig de 1301 mort)
- Gonzalo Osorio Villalobos † (6 de novembre de 1301 - 12 de juliol de 1313 nomenat arquebisbe de Burgos)
- Juan Soares † (12 de juliol de 1313 - ? mort)
- Juan Fernández † (? - 16 de desembre de 1316 mort)
- Pilfort de Rabastens, O.S.B. † (16 de març de 1317 - 19 d'octubre de 1317 nomenat bisbe de Rieux)
- García de Ayerve † (6 de novembre de 1317 - 2 de setembre de 1332 mort)
- Juan del Campo † (2 de desembre de 1332 - 24 de maig de 1344 mort)
- Diego Ramírez de Guzmán † (14 de juny de 1344 - 1351 ? mort)
- Pedro Raimundo † (15 de gener de 1354 - ? mort)
- Pedro de Barreira, C.R.S.A. † (31 d'agost de 1360 - 19 de novembre de 1361 nomenat bisbe de Toul)
- Pedro de Uxua † (19 de novembre de 1361 - després el 19 de febrer de 1371 mort)
- Gonzalo † (1371 - ?)
- Alfonso † (5 de març de 1375 - 15 de desembre de 1376 mort)
- Juan Ramírez de Guzmán † (24 de desembre de 1376 - 1378 mort)
- Fernando † (abans del 14 d'octubre de 1378 - després el 10 de juny de 1380)
- Aleramo † (9 de juny de 1382 - 5 de setembre de vers 1401 mort)
- Alfonso de Argüello, O.F.M. † (7 d'agost de 1403 - 1415 nomenat bisbe de Palència)
- Álvaro Núñez de Isorna † (19 d'agost de 1415 - 1418 nomenat bisbe de Conca)
- Juan Rodríguez Villalón † (16 de març de 1418 - 28 de maig de 1424 mort)
- Alfonso de Cusanca, O.P. † (28 de juliol de 1424 - 1435 mort)
- Juan de Mella † (26 d'agost de 1437 - 6 d'abril de 1440 nomenat bisbe de Zamora)
- Pedro Cabeza de Vaca † (6 d'abril de 1440 - 2 de novembre de 1459 mort)
- Fortún Velázquez de Cuéllar † (2 de gener de 1460 - després el 17 de juny de 1460 mort)
  - Juan de Torquemada, O.P. † (31 de juliol de 1460 - 26 de gener de 1463 nomenat bisbe d'Ourense) (administrador apostòlic)
- Antonio Jacopo Venier † (26 de gener de 1463 - 6 d'octubre de 1469 nomenat bisbe de Conca)
- Rodrigo de Vergara † (6 d'octubre de 1469 - 16 de juny de 1478 mort)
- Luis de Velasco † (9 d'octubre de 1478 - 20 de febrer de 1484 nomenat bisbe de Còrdova)
- Íñigo Manrique de Lara † (20 de febrer de 1484 - 26 d'agost de 1485 nomenat bisbe de Còrdova)
- Alonso de Valdivieso † (26 d'agost de 1485 - 21 de maig de 1500 mort)
  - Juan de Marquina † (1500 - 1500 mort) (bisbe electe)
- Francisco des Prats † (4 de desembre de 1500 - 9 de setembre de 1504 mort)
  - Juan de Vera † (14 de maig de 1505 - 4 de maig de 1507 mort) (administrador apostòlic)
  - Francesco Alidosi † (1507 - 24 de maig de 1511 mort) (administrador apostòlic)
  - Lluís d'Aragó † (6 de juny de 1511 - 17 de desembre de 1516 renuncià) (administrador apostòlic)
- Esteban Gabriel Merino † (17 de desembre de 1516 - 12 de juny de 1523 nomenat bisbe de Jaén)
- Pedro Manuel † (12 de juny de 1523 - 17 de juny de 1534 nomenat bisbe de Zamora)
- Pedro Álvarez de Acosta † (8 de gener de 1535 - 21 de maig de 1539 nomenat bisbe d'Osma)
- Fernando Valdés † (30 de maig de 1539 - 29 d'octubre de 1539 nomenat bisbe de Sigüenza)
- Sebastián Ramírez de Arellano † (29 d'octubre de 1539 - 2 de juny de 1542 nomenat bisbe de Conca)
- Esteban Almeida † (2 de juny de 1542 - 16 d'abril de 1546 nomenat bisbe de Cartagena)
- Juan Fernández Temiño † (19 de juliol de 1546 - 9 de novembre de 1556 mort)
- Andrés de la Cuesta † (10 de desembre de 1557 - 1564 mort)
- Juan de San Millán † (28 de juliol de 1564 - 11 d'abril de 1578 mort)
- Francisco Trujillo García † (5 de novembre de 1578 - 14 de novembre de 1592 mort)
- Juan Alonso Moscoso † (30 d'agost de 1593 - 9 de maig de 1603 nomenat bisbe de Màlaga)
- Andrés de Casso, O.P. † (12 de maig de 1603 - 13 de maig de 1607 mort)
- Francisco Terrones del Caño † (3 de març de 1608 - 13 de març de 1613 mort)
- Alonso González Aguilar † (23 de setembre de 1613 - 2 de desembre de 1615 mort)
- Juan Llano Valdés † (5 de setembre de 1616 - 9 d'agost de 1622 mort)
- Juan Molina Álvarez † (20 de març de 1623 - de novembre de 1623 mort)
- Gregorio Pedrosa Casares, O.S.H. † (16 de setembre de 1624 - 31 de gener de 1633 nomenat bisbe de Valladolid)
- Bartolomé Santos de Risoba † (26 de setembre de 1633 - 9 de desembre de 1649 nomenat bisbe de Sigüenza)
- Juan del Pozo Horta, O.P. † (10 de gener de 1650 - 28 d'agost de 1656 nomenat bisbe de Segovia)
- Juan López de Vega † (18 de setembre de 1656 - 4 de setembre de 1659 mort)
- Juan Bravo Lasprilla † (7 de juny de 1660 - 31 de juliol de 1662 nomenat bisbe de Cartagena)
- Mateo Sagade Bugueiro † (1662 - 28 de gener de 1664 nomenat bisbe de Cartagena)
- Juan de Toledo, O.P. † (12 de gener de 1665 - 6 d'abril de 1672 mort)
- Juan Álvarez Osorio † (12 de desembre de 1672 - 22 de gener de 1680 nomenat bisbe de Plasència)
- Juan Aparicio Navarro † (7 d'octubre de 1680 - 6 de novembre de 1696 mort)
- José Gregorio de Rojas y Velázquez † (3 de juny de 1697 - 7 d'abril de 1704 nomenat bisbe de Plasència)
- Manuel Pérez Araciel y Rada † (28 d'abril de 1704 - 13 de juny de 1714 nomenat arquebisbe de Saragossa)
- José Ulzurrun de Asanza y Civera † (17 de setembre de 1714 - 17 d'abril de 1718 mort)
- Martín Zalayeta Lizarza † (27 de maig de 1720 - 11 de setembre de 1728 mort)
- Juan Fernández Zapata † (3 d'agost de 1729 - 12 d'octubre de 1729 mort)
- Francisco de la Torre Herrera † (24 de juliol de 1730 - 1 de febrer de 1735 mort)
- Josep de Llupià i Roger, O.S.B. † (19 de desembre de 1735 - 21 de novembre de 1752 mort)
- Alfonso Fernández Pantoja † (9 d'abril de 1753 - 6 de novembre de 1761 mort)
- Pascual de los Herreros † (23 d'agost de 1762 - 3 de març de 1770 mort)
- Baltasar Yusta Navarro † (10 de setembre de 1770 - 17 de febrer de 1777 nomenat bisbe de Còrdova)
- Cayetano Antonio Cuadrillero Mota † (15 de desembre de 1777 - 3 d'abril de 1800 mort)
- Pedro Luis Blanco † (11 d'agost de 1800 - 22 de novembre de 1811 mort)
  - Sede vacante (1811-1814)
- Ignacio Ramón Roda † (19 de desembre de 1814 - 4 de gener de 1823 mort)
- Joaquín Abarca Blanque † (27 de setembre de 1824 - 21 de juny de 1844 mort)
  - Sede vacante (1844-1848)
- Joaquín Barbarejo Villar † (17 de gener de 1848 - 26 de febrer de 1863 mort)
- Calixto Castrillo Ornedo † (1 d'octubre de 1863 - 19 de setembre de 1869 mort)
  - Sede vacante (1869-1875)
- Saturnino Fernández de Castro y de la Cotera † (5 de juliol de 1875 - 15 de març de 1883 nomenat arquebisbe de Burgos)
- Francisco Xavier Caminero y Muñoz † (27 de març de 1885 - 13 d'abril de 1885 mort)
- Francisco Gómez-Salazar y Lucio-Villegas † (10 de juny de 1886 - 1 d'octubre de 1904 jubilat)
- Juan Manuel Sanz y Saravia † (27 de març de 1905 - 29 d'abril de 1909 nomenat bisbe de Jaén)
- Ramon Guillamet i Coma † (29 d'abril de 1909 - 18 de juliol de 1913 nomenat bisbe de Còrdova)
- José Álvarez y Miranda † (18 de juliol de 1913 - 4 de març de 1937 mort)
- Carmelo Ballester y Nieto, C.M. † (12 de febrer de 1938 - 10 de juny de 1943 nomenat bisbe de Vitòria)
- Luis Almarcha Hernández † (10 de juliol de 1944 - 4 d'abril de 1970 jubilat)
- Luis María de Larrea y Legarreta † (9 de juliol de 1971 - 16 de febrer de 1979 nomenat bisbe de Bilbao)
- Fernando Sebastián Aguilar, C.M.F. (22 d'agost de 1979 - 28 de juliol de 1983 renuncià)
- Juan Ángel Belda Dardiñá † (28 de juliol de 1983 - 9 de febrer de 1987 renuncià)
- Antonio Vilaplana Molina † (9 de febrer de 1987 - 19 de març de 2002 jubilat)
- Julián López Martín, (19 de març de 2002 - 21 d'octubre de 2020 jubilat)
- Luis Ángel de las Heras Berzal, des del 21 d'octubre de 2020

## Parròquies
- Llista de les parròquies de Lleó

## Estadístiques
| any  | població | població | població | sacerdots | sacerdots       | sacerdots       | sacerdots              | diaques | religiosos | religiosos | parròquies |
| ---- | -------- | -------- | -------- | --------- | --------------- | --------------- | ---------------------- | ------- | ---------- | ---------- | ---------- |
| any  | batejats | total    | %        | total     | clergue secular | clergue regular | batejats por sacerdote | diaques | homes      | dones      |            |
| 1950 | 270.987  | 270.987  | 100,0    | 689       | 630             | 59              | 393                    |         | 210        | 619        | 816        |
| 1970 | 320.708  | 320.708  | 100,0    | 744       | 539             | 205             | 431                    |         | 402        | 1.113      | 764        |
| 1980 | 323.500  | 325.000  | 99,5     | 658       | 466             | 192             | 491                    |         | 322        | 1.068      | 755        |
| 1990 | 295.792  | 316.242  | 93,5     | 570       | 415             | 155             | 518                    |         | 291        | 844        | 755        |
| 1999 | 319.382  | 321.882  | 99,2     | 470       | 352             | 118             | 679                    | 2       | 239        | 796        | 756        |
| 2000 | 318.042  | 320.542  | 99,2     | 476       | 347             | 129             | 668                    | 1       | 261        | 796        | 756        |
| 2001 | 316.504  | 319.104  | 99,2     | 467       | 346             | 121             | 677                    | 2       | 240        | 778        | 756        |
| 2002 | 316.654  | 317.854  | 99,6     | 452       | 336             | 116             | 700                    | 2       | 233        | 726        | 756        |
| 2003 | 315.552  | 316.832  | 99,6     | 443       | 326             | 117             | 712                    | 1       | 230        | 736        | 756        |
| 2004 | 314.172  | 315.452  | 99,6     | 438       | 323             | 115             | 717                    | 1       | 222        | 744        | 756        |